# Skierbieszowski Park Krajobrazowy
Skierbieszowski Park Krajobrazowy – park krajobrazowy we wschodniej części Polski, na Wyżynie Lubelskiej (Działy Grabowieckie), w województwie lubelskim. Teren Parku leży na terenie powiatów zamojskiego i krasnostawskiego. Park jest położony na terenie gmin: Izbica, Kraśniczyn, Krasnystaw, Grabowiec, Miączyn, Sitno, Stary Zamość i Skierbieszów. Powierzchnia Parku wynosi 35 363,51 ha, a jego otuliny – 12 625,30 ha. Park wchodzi w skład Zespołu Lubelskich Parków Krajobrazowych. Na obszarze Skierbieszowskiego Parku Krajobrazowego zlokalizowane są grunty Nadleśnictwa Strzelce (85,73 ha) oraz Krasnystaw (5946,21 ha).
Celem powołania parku jest zachowanie unikatowych walorów przyrodniczych, historycznych, kulturowych i krajobrazowych Działów Grabowieckich, najwyższej części Wyżyny Lubelskiej (190–313 m n.p.m.) oraz mozaiki siedlisk muraw kserotermicznych i lasów bukowych przy północno-wschodniej granicy ich gromadnego występowania z charakterystyczną florą i fauną.
Głównym walorem krajobrazu Skierbieszowskiego Parku Krajobrazowego jest falisto-pagórkowata rzeźba terenu z systemem głębokich wąwozów, wytworzonych w grubej – miejscami na kilkanaście metrów, warstwie lessu, pokrywających niemal cały Park.

## Flora
Lasy zajmują 20% powierzchni Parku. Dominują lasy grądowe z dużym udziałem buka. Inne gatunki tworzące drzewostan to: grab, lipa, wiąz, jawor i sosna. Na zboczach wzgórz występują fragmenty dąbrów świetlistych, a w wąwozach – wilgotne grądy i łęgi z udziałem jesionu, olchy, klonu i jawora. Odsłonięte, nasłonecznione zbocza wzgórz i wąwozów oraz miedze i pobocza dróg porastają zespoły roślinności ciepłolubnej, dobrze rozwijające się na żyznym lessowym podłożu i bogate w rzadkie gatunki stepowe.
W runie lasów spotyka się liczne rzadkie gatunki górskie, takie jak: paprotnik kolczysty, żywiec gruczołowaty, przetacznik górski, parzydło leśne i widłak wroniec. Najwięcej rzadkich gatunków stwierdzono jednak wśród roślin stepowych i ciepłolubnych. Należą do nich m.in. umieszczone w „Polskiej Czerwonej Księdze Roślin”: wiśnia karłowata, róża francuska i kosaciec bezlistny. Do roślin z tej grupy należą także: miłek wiosenny, wężymord stepowy, ostrożeń pannoński, driakiew żółtawa, zawilec wielkokwiatowy, oman wąskolistny, aster gawędka, traganek duński i traganek wielkokwiatowy.

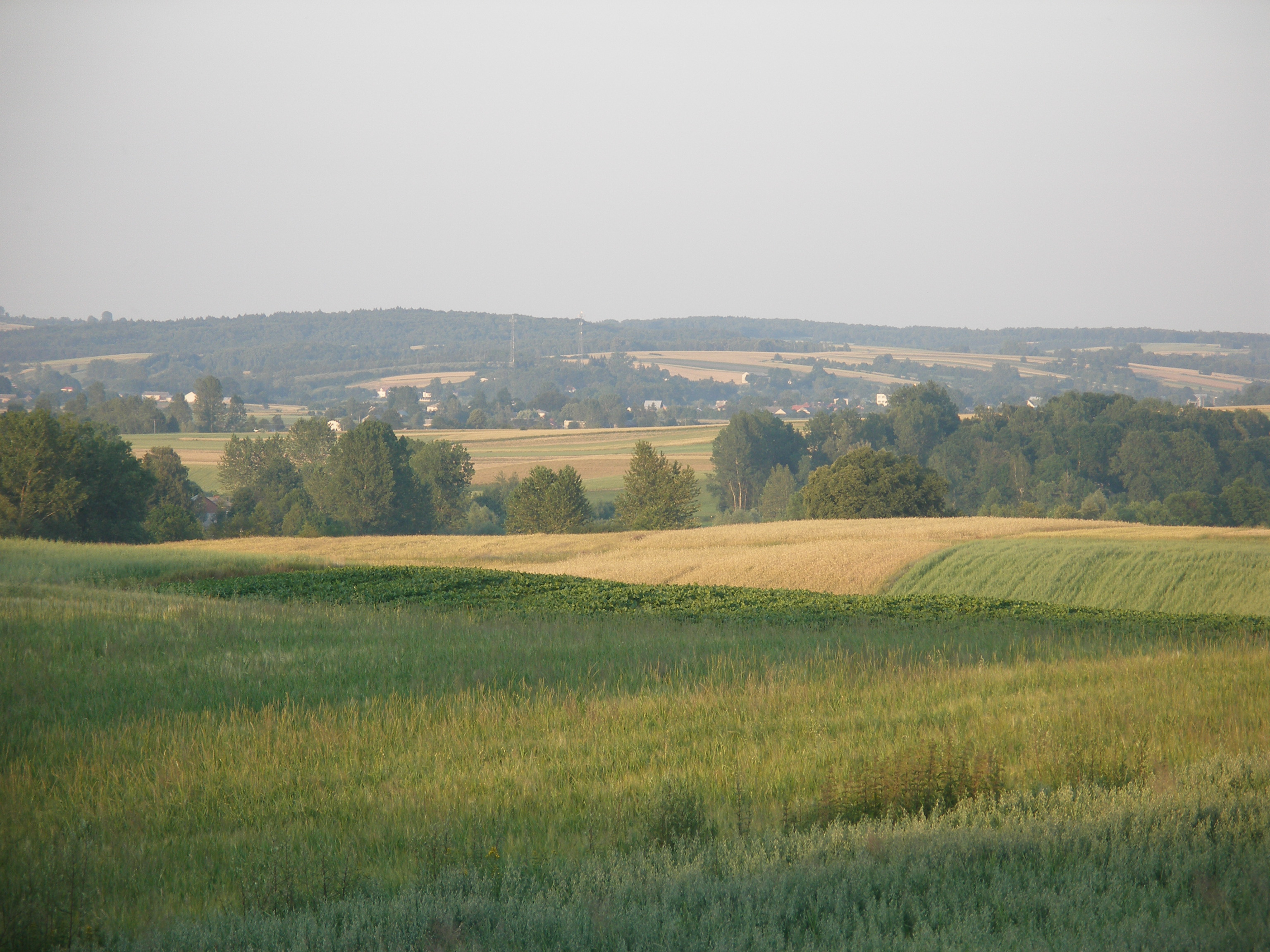
Skierbieszowski Park Krajobrazowy

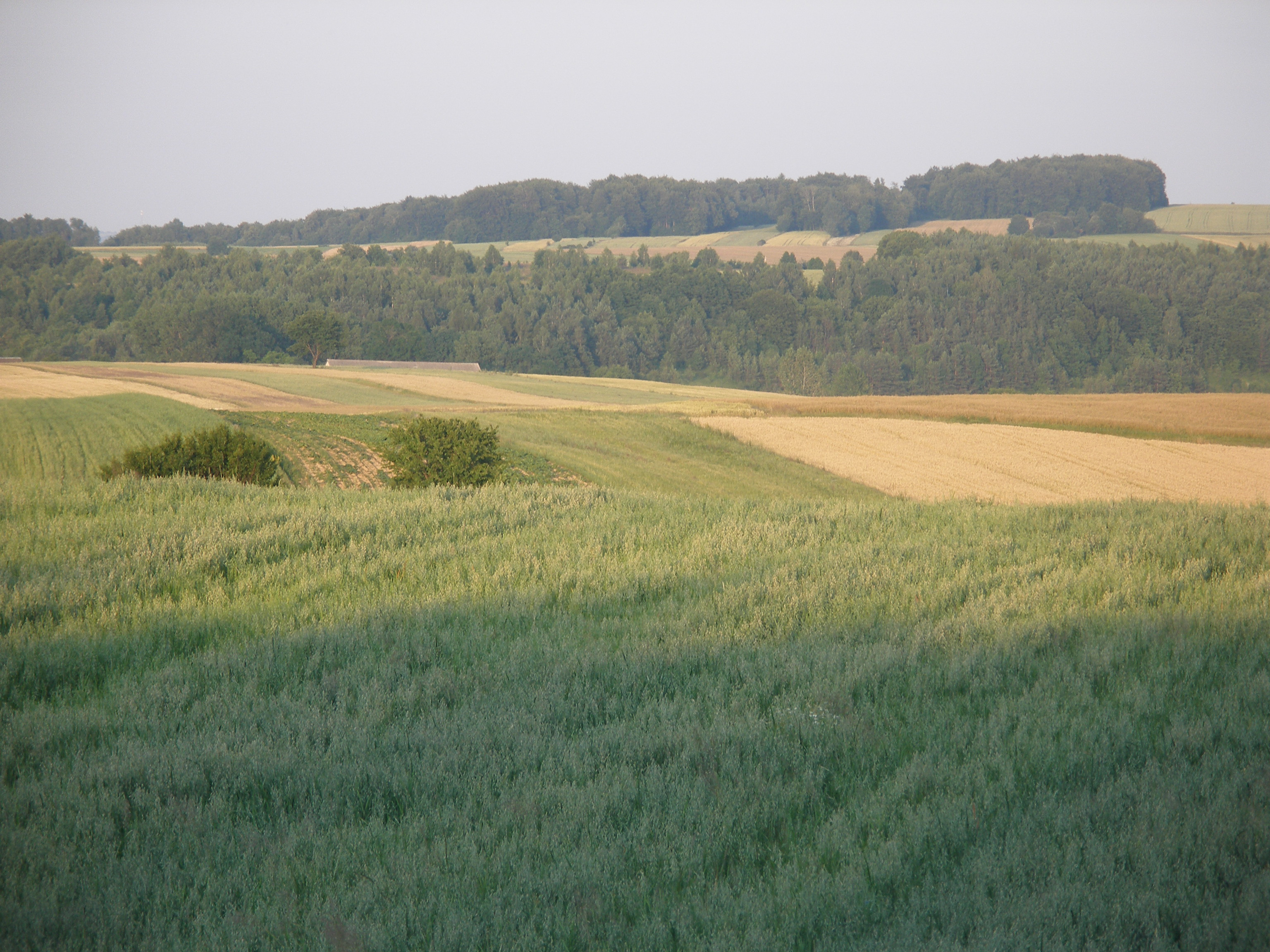
Rzeźba terenu

## Fauna
Fauna Parku ze względu na stosunkowo niedużą ilość lasów i wód jest dość uboga. Wśród ptaków warto wymienić rzadsze gatunki leśne: orlik krzykliwy, dzięcioł średni oraz muchołówki: małą i białoszyją, gatunki terenów otwartych: dudka, ortolana i przepiórkę, sowy: puszczyka, sowę uszatą, pójdźkę, płomykówkę oraz gatunki związane z nielicznymi zbiornikami wodnymi: perkoza rdzawoszyjego i rybitwę czarną.

## Rezerwaty
Na terenie Parku znajdują się dwa rezerwaty przyrody: rezerwat stepowy Broczówka (6,17 ha), chroniący murawy i fragmenty lasów ze zbiorowiskami roślinności kserotermicznej, oraz rezerwat leśno-krajobrazowy Głęboka Dolina (289,12 ha), chroniący urozmaicony krajobraz z dolinami i wąwozami porośniętymi lasami jaworowo-dębowymi z bukiem.

## Zabytki
W granicach Parku znajduje się wiele cennych zabytków architektury. Należą do nich: późnorenesansowy kościół w Bończy (XVI w.; przebudowany ze zboru kalwińskiego), kościoły w Skierbieszowie (XVII w.) i Surhowie (XIX w.), otoczone parkami zespoły pałacowe i dworskie w:
- Surhowie (1820 r.),
- Orłowie Murowanym (1842 r.),
- Stryjowie (1897 r.),
- Kalinówce (XIX w.),
- Łaziskach (XX w.),
- park podworski w Hajownikach.

Inne zabytkowe obiekty to:
- ruiny zajazdu w Kraśniczynie,
- karczma w Czajkach,
- zespół zabytkowych zabudowań we wsi Brzeziny,
- grodzisko w Skierbieszowie,
- pozostałości zamczyska w Orłowie Murowanym zwane „Murami”[6].
- grodzisko Bończa w Rezerwacie Głęboka Dolina[7].

## Turystyka
Pofałdowana rzeźba terenu, polne drogi, głębokie jary (zwane tutaj debrami) sprawiają, że Park jest idealnym miejscem do uprawiania górskiej turystyki rowerowej (mtb). Park jest wymarzonym miejscem do biegów na orientację. W lutym 2013 odbyły tu się zawody Skorpion 2013. W dniach 15–17 lutego 2019 odbyła się tu XVIII Ekstremalna Impreza na Orientację Skorpion 2019. W latach 2002 i 2009 odbyły się Mistrzostwa Polski w Nocnym i Sztafetowym BnO. Nadleśnictwo Krasnystaw na terenie parku zorganizowało Zielony Punkt Kontrolny (ZPK), czyli trasy piesze i rowerowe do biegów na orientację.
Na terenie Parku znajduje się ponad 20 tras rowerowych i szlaków turystycznych.
Przez teren Parku przebiegają następujące szlaki turystyczne i trasy biegowe na orientację:
- „Szlak „Po Działach Grabowieckich””,
- „Szlak Ariański”,
- „Szlak Tadeusza Kościuszki”,
- „Szlak śladami Księdza Stefana Wyszyńskiego”[13],
- Szlak biegowy ZPK – Pańska Dolina północ – krótki (7 km)[14][12],
- Szlak biegowy ZPK – Pańska Dolina północ – średni (10 km)[15][12],
- Szlak biegowy ZPK – Pańska Dolina północ – długi (15 km)[16][12],
- Szlak biegowy ZPK – Pańska Dolina południe – krótki (6 km)[17][12],
- Szlak biegowy ZPK – Pańska Dolina południe – średni (10 km)[18][12],
- Szlak biegowy ZPK – Pańska Dolina południe – długi (14 km)[19][12],
- Ścieżka edukacyjno-spacerowa „Skierbieszów-Dulnik-Zawoda-Broczówka”[20][21].

Przez teren Parku przebiegają następujące trasy rowerowe:
- „Skierbieszowska Trasa Rowerowa”[22],
- trasa rowerowa LZA-102 „Po Zamojszczyźnie”[23],
- Trasa rowerowa GreenVelo,
- Trasa rowerowa „Do Skierbieszowskiego Parku Krajobrazowego”[24][25],
- Trasa łącznikowa: od „Do S.P.K.” do „Skierbieszowska Trasa Rowerowa”[26][27],
- Trasa łącznikowa: od „Skierbieszowska Trasa Rowerowa” do „Malowniczy Wschód”[26][28],
- ścieżka pieszo-rowerowa przyrodniczo-historyczna „Stryjowskie Wąwozy”[29],
- Trasa rowerowa na orientację – ZPK – Pańska Dolina – krótka (10 km)[30][12],
- Trasa rowerowa na orientację – ZPK – Pańska Dolina – średnia (12 km)[31][12],
- Trasa rowerowa na orientację – ZPK – Pańska Dolina – długa (19 km)[32][12],
- Ścieżka rowerowa „Na Pańską Dolinę”[33] o długości 8 km z 2009, która w roku 2020 została zastąpiona trasą rowerową „Stary Zamość – Pańska Dolina” o długości 20 km[34][35] Szlak rowerowy „Stary Zamość – Pańska Dolina”
- Dodatkowe trasy na terenie Parku można znaleźć na stronie „Sieć Rowerowa” (siecrowerowa.pl)[36]

Przez teren parku przechodzi ścieżka geocachingowa zwana „Szlakiem Ariańskim” (tak jak szlak PTTK powyżej), która ma aż 253 skrytki, co czyni ją 6. najdłuższą ścieżką w kraju (pod względem liczby skrytek).
Jedynymi obiektami bazy noclegowej na terenie Parku są gospodarstwa agroturystyczne w Skierbieszowie. Zapleczem noclegowym dla turystów mogą też być pobliskie miasta Zamość i Krasnystaw.